# Waimanu

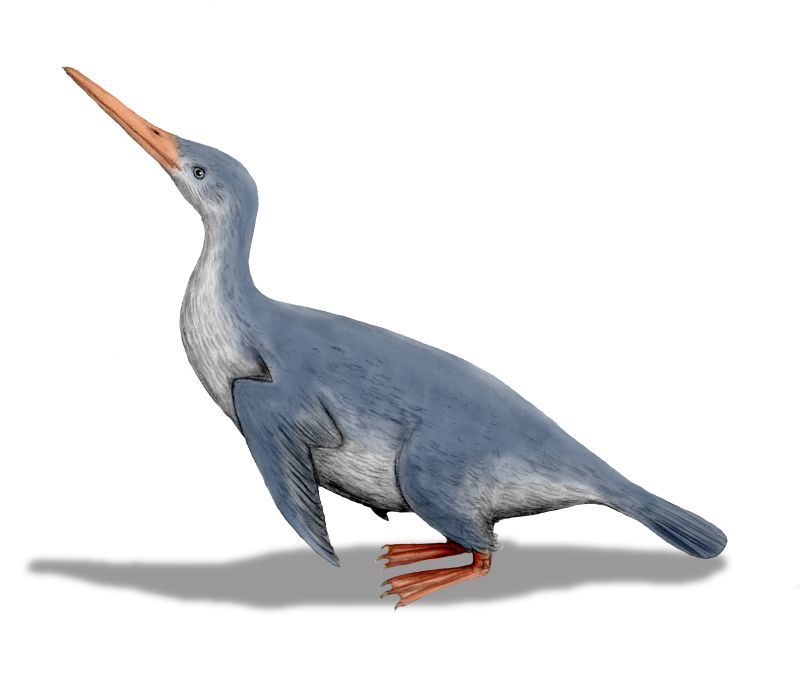
Reconstituição de um Waimanu

Waimanu (''Pássaro da água'' em Maori) é um gênero de pinguim antigo que viveu durante o Paleoceno, logo após o evento de extinção do Cretáceo-Paleógeno, cerca de 62-60 milhões de anos. Waimanu foi um dos primeiros membros dos Sphenisciformes, a ordem que inclui os pinguins modernos. No entanto, embora provavelmente não voasse como todos os pinguins modernos, os ossos de suas asas ainda não mostravam as especializações extremas que os pinguins modernos têm para um estilo de vida aquático.

## Descoberta
Waimanu foi descoberto em 1980 por Al Mannering no Basal Waipara Greensand, Nova Zelândia. O holótipo é um esqueleto parcial compreendendo o tibiotarso direito quase completo, metade da fíbula direita, tarsometatarso direito, pelve direita sinsacro (com a última vértebra torácica) e quatro vértebras caudais. A espécie foi batizada de Waimanu Mannering em homenagem a seu descobridor. Uma segunda espécie, a Waimanu tuatahi foi transferida para o gênero Muriwaimanu em 2018.